# Endiandra globosa
Endiandra globosa  es un árbol de talla mediana del  bosque templado húmedo de Australia. A pesar del nombre común de  Nogal Negro (Black Walnut), este árbol no está relacionado con los nogales del hemisferio norte y realmente está emparentada con el  laurel.
El nogal negro está restringido al bosque húmedo ribereño. Creciendo en ricos suelos aluviales y cuestas en las selvas subtropicales; en los valles de Brunswick y Tweed en Nueva Gales del Sur y áreas adyacentes en  Queensland. 
El nogal negro es considerado raro. Algunos especímenes con señalizaciones se pueden encontrar en las carreteras alrededor del poblado de Murwillumbah en el noreste de  Nueva Gales del Sur.

## Descripción

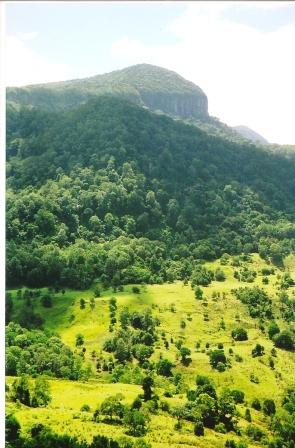
Hábitat de Endiandra globosa, frontera Nueva Gales del Sur - Queensland.

El tronco no tiene base ensanchada y es de corteza blancuzca, gris o café. Un árbol maduro crece alrededor de 25 metros de alto.
Las hojas son anchas elípticas a  elípticas o ovadas, venosas y usualmente de 7–15 cm de largo, 3–6 cm de ancho, las venas con frecuencia son amarillentas. La forma horizontal de las ramas y el follaje oscuro atractivo lo convierten en un árbol particularmente hermoso.
Las flores cremosas blancas se forman entre octubre y enero. El fruto madura en otoño y es con frecuencia del tamaño de una pelota de tenis. La drupa carnosa negra contiene una gran semilla leñosa, la cual tiene patrones venosos muy atractivos. La germinación es lenta y confiable. Las raíces y brotes aparecen alrededor de noviembre.